# Dawn Summers
Dawn Summers, kallad Dawn och Nyckeln, spelades av Michelle Trachtenberg.
Dawn, som egentligen är en energiboll som fått mänsklig skepnad, fungerar som en nyckel till andra dimensioner. Eftersom den/hon kan öppna portar till andra dimensioner, och därmed orsaka kaos i världen, är den/hon intressant för både den goda och den onda sidan. En grupp munkar kom över denna energiboll och för att inte låta ondskan, särskilt Helvetesgudinnan Glorificus, komma åt denna nyckel låter de Buffy ta hand om den, genom att forma den till Buffys syster, Dawn. Även om Dawn bara ”funnits till” en kort tid är hon helt mänsklig.
När Joyce Summers dör utvecklar Dawn en allt mer markant kleptomani, troligtvis för att få mer uppmärksamhet från sin omgivning. Under seriens sista säsonger blir Dawn en riktig medlem i Scooby-gänget, och hon utvecklas till en duktig krigare.